# Se. Exzellenz der Revisor
Se. Exzellenz der Revisor è un film muto del 1922 diretto da Frederic Zelnik.

## Produzione
Il film fu prodotto da Friedrich Zelnik per la Zelnik-Mara-Film GmbH (Berlin).

## Distribuzione
Uscì in sala il 18 maggio 1922.